# 志村の時間
『志村の時間』（しむらのじかん）は、フジテレビ系列で2015年10月14日から2017年3月29日まで毎週水曜日 0:55 - 1:25（火曜深夜、JST）に放送されたお笑いバラエティ番組で、志村けんの冠番組。イザワオフィス制作。

## 概要
志村の深夜コント番組の15作目。
喫茶店（夜の部＝トークコーナーはバー）『Ken』を舞台とし、志村はそのマスターに扮する。今番組からボケ役はダチョウ倶楽部から澤部佑に交代。
番組の構成は『志村座』同様、前半はコント、後半はトークとなっている。
2017年3月29日の放送を以て、約1年半の放送の歴史に幕を下ろし、同年4月11日より後継番組『志村の夜』放送開始。

## 出演者
- 志村けん - カフェバー「Ken」のマスター、独身、商店街ではリーダー的存在。
- 橋本マナミ - 31歳、男達を惑わす「スナックの華」のママ、独身、常連客。
- 澤部佑（ハライチ） - 29歳、職業不定のフリーター、独身、根っからのダメ人間、常連客。
- 丸高愛実 - 25歳、Kenのアルバイト店員、今時の適当女子、独身。
- 高嶋香帆 - 23歳、親の心配をよそに遊び歩く鮨屋「八べえ」の娘、常連客。
  - 志村、丸高は『志村座』から続投。

## コーナー
コント
番組前半で行われる。
トーク
番組後半で行われる。
出演者全員によるトークコーナー。コントとトークが混在している場合もある。
| 回 | 放送日         | ゲスト                                                  | 備考  |
| -- | -------------- | ------------------------------------------------------- | ----- |
| 1  | 2015年10月14日 | ゲストなし                                              |       |
| 2  | 2015年10月21日 | 石塚英彦（ホンジャマカ）                                |       |
| 3  | 2015年10月28日 | 石塚英彦（ホンジャマカ）                                |       |
| 4  | 2015年11月 4日 | おのののか                                              |       |
| 5  | 2015年11月11日 | 河北麻友子                                              |       |
| 6  | 2015年11月18日 | 吉本実憂                                                |       |
| 7  | 2015年11月25日 | 平愛梨                                                  |       |
| 8  | 2015年12月 2日 | 平愛梨                                                  |       |
| 9  | 2015年12月 9日 | タカアンドトシ                                          |       |
| 10 | 2015年12月16日 | タカアンドトシ                                          |       |
| 11 | 2015年12月23日 | さまぁ〜ず                                              |       |
| 12 | 2016年 1月13日 | さまぁ〜ず                                              |       |
| 13 | 2016年 1月20日 | ローラ                                                  |       |
| 14 | 2016年 1月27日 | ものまねタレント（矢沢B吉、野崎鮎、谷村仁司、小山雄己） | [ 1 ] |
| 15 | 2016年 2月 3日 | 前田知洋                                                |       |
| 16 | 2016年 2月10日 | 相田翔子                                                |       |
| 17 | 2016年 2月17日 | 雛形あきこ                                              |       |
| 18 | 2016年 2月24日 | 榊原郁恵                                                |       |
| 19 | 2016年 3月 2日 | 榊原郁恵                                                |       |
| 20 | 2016年 3月 9日 | 安めぐみ                                                |       |
| 21 | 2016年 月 日   | ゲストなし                                              |       |
| 22 | 2016年 月 日   | ゲストなし（総集編①）                                   |       |
| 23 | 2016年 月 日   | ゲストなし（総集編②）                                   |       |
| 24 | 2016年 月 日   | ゲストなし                                              |       |
| 25 | 2016年 月 日   | ゲストなし                                              |       |
| 26 | 2016年 月 日   | ゲストなし                                              |       |
| 27 | 2016年 月 日   | ゲストなし                                              |       |
| 28 | 2016年 月 日   | ゲストなし                                              |       |
| 29 | 2016年 月 日   | ゲストなし                                              |       |
| 30 | 2016年 月 日   | ゲストなし                                              |       |
| 31 | 2016年 月 日   | ゲストなし                                              |       |
| 32 | 2016年 月 日   | ゲストなし                                              |       |
| 33 | 2016年 月 日   | ゲストなし                                              |       |
| 34 | 2016年 月 日   | ゲストなし                                              |       |
| 35 | 2016年 月 日   | ゲストなし                                              |       |
| 36 | 2016年 月 日   | ゲストなし                                              |       |
| 37 | 2016年 月 日   | ゲストなし                                              |       |
| 38 | 2016年 月 日   | ゲストなし                                              |       |
| 39 | 2016年 月 日   | ゲストなし                                              |       |
| 40 | 2016年 月 日   | ゲストなし                                              |       |
| 41 | 2016年 月 日   | ゲストなし                                              |       |
| 42 | 2016年 月 日   | ゲストなし                                              |       |
| 43 | 2016年 月 日   | ゲストなし                                              |       |
| 44 | 2016年 月 日   | ゲストなし                                              |       |
| 45 | 2016年 月 日   | ゲストなし                                              |       |
| 46 | 2016年 月 日   | ゲストなし                                              |       |
| 47 | 2016年 月 日   | ゲストなし（総集編③）                                   |       |
| 48 | 2016年 月 日   | ゲストなし（総集編④）                                   |       |
| 49 | 2016年 月 日   | ゲストなし                                              |       |
| 50 | 2016年 月 日   | ゲストなし                                              |       |
| 51 | 2016年 月 日   | ゲストなし                                              |       |
| 52 | 2016年 月 日   | ゲストなし                                              |       |
| 53 | 2016年 月 日   | ゲストなし                                              |       |
| 54 | 2016年 月 日   | ゲストなし                                              |       |
| 55 | 2016年11月23日 | ゲッターズ飯田                                          |       |
| 56 | 2016年11月30日 | ゲッターズ飯田                                          |       |
| 57 | 2016年12月 7日 | ゲストなし                                              |       |
| 58 | 2016年12月14日 | トレンディエンジェル                                    |       |
| 59 | 2016年12月21日 | トレンディエンジェル                                    |       |
| 60 | 2017年 1月11日 | ベッキー                                                |       |
| 61 | 2017年 1月18日 | 原口あきまさ                                            |       |
| 62 | 2017年 1月25日 | 原口あきまさ                                            |       |
| 63 | 2017年 2月 1日 | 次長課長                                                |       |
| 64 | 2017年 2月 8日 | ゲストなし                                              |       |
| 65 | 2017年 2月15日 | ゲストなし                                              |       |
| 66 | 2017年 2月22日 | ゲストなし                                              |       |
| 67 | 2017年 3月 1日 | ゲストなし                                              |       |
| 68 | 2017年 3月 8日 | ゲストなし                                              |       |
| 69 | 2017年 3月15日 | ゲストなし                                              |       |
| 70 | 2017年 3月22日 | ゲストなし（総集編⑤）                                   |       |
| 71 | 2017年 3月29日 | ゲストなし（総集編⑥）                                   |       |

SUPPINトーク
ゲストがいない回に放送。レギュラー出演者がテーマに基づいたトークを展開。
第25回・第37回・第38回のコントのみ、安藤なつ（メイプル超合金）

## エンディングテーマ
2015年
10月「とまり木夢灯り」香西かおり（ユニバーサルミュージック）
- 11月以降は次回予告で終了するようになっている。

## ネット局
| 放送対象地域   | 放送局             | 系列           | 放送期間                     | 放送日時                     | 遅れ       | 備考  |
| -------------- | ------------------ | -------------- | ---------------------------- | ---------------------------- | ---------- | ----- |
| 関東広域圏     | フジテレビ         | フジテレビ系列 | 2015年10月14日 -             | 水曜 0:55 - 1:25（火曜深夜） | 制作局     |       |
| 岩手県         | 岩手めんこいテレビ | フジテレビ系列 | 2015年10月14日 -             | 水曜 0:55 - 1:25（火曜深夜） | 同時ネット |       |
| 福島県         | 福島テレビ         | フジテレビ系列 | 2015年10月14日 -             | 水曜 0:55 - 1:25（火曜深夜） | 同時ネット |       |
| 島根県・鳥取県 | 山陰中央テレビ     | フジテレビ系列 | 2015年10月14日 -             | 水曜 0:55 - 1:25（火曜深夜） | 同時ネット |       |
| 広島県         | テレビ新広島       | フジテレビ系列 | 2015年10月14日 -             | 水曜 0:55 - 1:25（火曜深夜） | 同時ネット |       |
| 高知県         | 高知さんさんテレビ | フジテレビ系列 | 2016年1月21日 -              | 水曜 0:55 - 1:25（火曜深夜） | 同時ネット | [ 2 ] |
| 秋田県         | 秋田テレビ         | フジテレビ系列 | 2015年10月24日 -             | 土曜 1:10 - 1:40（金曜深夜） | 遅れネット |       |
| 新潟県         | 新潟総合テレビ     | フジテレビ系列 | 2015年10月24日 -             | 土曜 2:25 - 2:55（金曜深夜） | 遅れネット | [ 3 ] |
| 静岡県         | テレビ静岡         | フジテレビ系列 | 2015年10月27日 -             | 木曜 1:00 - 1:30（水曜深夜） | 遅れネット | [ 4 ] |
| 北海道         | 北海道文化放送     | フジテレビ系列 | 2015年12月2日 -              | 水曜 0:55 - 1:25（火曜深夜） | 遅れネット | [ 5 ] |
| 兵庫県         | サンテレビ         | 独立局         | 2015年11月14日 -             | 土曜 20:54 - 21:24           | 遅れネット | [ 6 ] |
| 京都府         | KBS京都            | 独立局         | 2015年12月3日 -              | 木曜 21:30 - 22:00           | 遅れネット | [ 7 ] |
| 青森県         | 青森テレビ         | TBS系列        | 2016年8月29日 - 2018年3月5日 | 月曜 0:50 - 1:20（日曜深夜） | 遅れネット |       |
| 山梨県         | 山梨放送           | 日本テレビ系列 | 2016年11月3日 -              | 水曜 1:25 - 1:55（木曜深夜） | 遅れネット | [ 8 ] |

過去のネット局
| 放送対象地域 | 放送局     | 系列           | 放送期間                     | 放送日時                    | 備考         |
| ------------ | ---------- | -------------- | ---------------------------- | --------------------------- | ------------ |
| 中京広域圏   | 東海テレビ | フジテレビ系列 | 2015年11月5日 - 2016年4月7日 | 金曜 1:45 - 2:15 (木曜深夜) | [ 9 ] [ 10 ] |

## スタッフ
- プロデューサー：井澤健
- 構成：朝長浩之
- 音楽：たかしまあきひこ
- カメラ：藤江雅和
- SW：小林光行
- 音声：松本政利
- 映像：原啓教
- 照明：野崎政克
- デザイン：根本研二
- アートプロデューサー：上村正三
- 美術進行：平山雄大
- 大道具：太田和広
- 装飾：菊地誠
- アクリル装飾：村田誠司
- 電飾：宇塚敏明
- 持道具：網野高久
- 衣装：宮澤愛
- メイク：岡田美喜子
- かつら：俵木和美
- 編集：轟禎治（D-craft）
- ペイント：菊地大介
- 音響：戸辺豊
- MA：大塚大
- 美術協力：フジアール
- 技術協力：ニューテレス、IMAGICA、fmt
- 制作協力：エスカンパニー、エクシーズ
- 編成：情野誠人（フジテレビ）、橋本英司（フジテレビ）
- 広報：平井隆（フジテレビ）
- TK：増山郁子、山中京子
- AD：大村舞
- AP：井澤秀治
- 演出：戸上浩、小倉肇、長谷吉洋（エクシーズ）
- 企画制作：イザワオフィス